# Matisz János
Matisz János (Besztercebánya, 1855. február 6. – Fiume, 1904. május 18.) állami főgimnáziumi tanár. 

## Életpályája
Szülei Matisz János és Dlhoss Magdolna. 1880-ban nyert tanári oklevelet, majd Fiuméban természetrajzot és vegytant tanított és a tengeri flórának és faunának szorgalmas gyűjtője és ismertetője volt. Az ezredéves kiállítás tengerészeti és közoktatási osztályában az óriás cápától kezdve a legkisebb moszatig látható volt a tengerpartvidékünk és a Quarnero flórája és faunája Matisz preparátumaiban, melyeket a kereskedelmi és a közoktatási miniszter megbízásából készített a kiállítás számára. A mintagyűjtemény a fiumei gimnázium tulajdonába ment át. E téren való működése országos érdekűnek mondható, mert 12 év alatt több mint 16 iskolát látott el a tengeri fauna és flóra köréből vett preparátumaival.
Cikkei a Magyarország vármegyéi és városai (Budapest, 1897) c. munkában (Fiume és a magyar-horvát tengerpart földtani viszonyai, Halászat a magyar-horvát tengerparton, A Karszt lejtő és a tengerpart állatvilága. A tenger növényvilága, Fiume és környékének növényzete); a Magyar Tengerpart c. lapnak is munkatársa volt.
Róth Samu Állattanát és Növénytanát 1899.; úgy szintén Brózik-Paszlavszky Földtanát fordította olaszra.